# Gnonsiane Niombla
Gnonsiane Niombla, född 9 juli 1990 i Villeurbanne, är en fransk handboll (vänsternia).

## Klubbkarriär
Gnonsiane Niomblas första elitklubb blev Fleury Loiret HB dit hon kom 2010. Sex år med Fleury Loiret HB resulterade i hennes första ligatitel i Frankrike 2015. Hon spelade för CSM Bukarest 2016–2018 och vann ligan i Rumänien och fick spela Final Four i Champions league. 2017 och 2018 blev det brons i Champions League. Efter två år i Rumänien återvände hon till franska Metz Handball säsongen 2018–2019. Metz vann franska mästerskapet 2019 och franska cupen. Sommaren 2019 skrev hon kontrakt med Siófok KC, som hade vunnit EHF Cupen det året. Hon spelade för klubben i två år, men 2021 återvände hon till fransk handboll och spelade 2021 för Paris 92.

## Landslagskarriär
Gnonsiane Niombla  debuterade i landslaget 20 mars 2013 mot Ryssland. Hon blev sedan uttagen av tränaren Alain Portes till VM i Serbien 2013. Under VM 2013 i gruppspelet vann Frankrike fem segrar i rad och besegrade bland andra Montenegro, europamästare 2012 och silvermedaljör vid olympiska spelen 2012. Frankrike besegrade sedan Japan i åttondelsfinalen innan man föll i kvartsfinalen mot Polen. Gnonsiane Niombla spelade bara gruppspelet och var sedan skadad i slutspelet 2013. Vid EM 2014 och VM 2015 placerade sig inte Frankrike bland de bästa. För vid OS 2016 i Rio kom nästa större framgång. Vid OS 2016 gjorde hon mål på straffkast, som medförde att det blev förlängning mot Spanien i kvartsfinalen. Niombla vann sedan en olympisk silvermedalj efter förlust mot Ryssland i finalen. Det var Frankrikes första OS medalj i damhandboll. Vid EM i Sverige tog hon en bronsmedalj efter seger mot Danmark i bronsmatchen. 2017 i VM i Tyskland vann Niombla VM-guldet med Frankrike och i  slutet av 2018 blev hon europamästare på hemmaplan då Frankrike besegrade Ryssland i EM-finalen.